# 오컴의 면도날

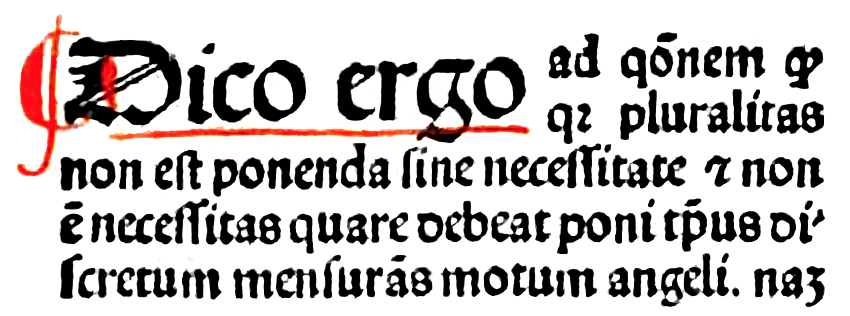
Part of a page from Duns Scotus' book Ordinatio: "Pluralitas non est ponenda sine necessitate", i.e., "Plurality is not to be posited without necessity"

오컴의 면도날(Occam's Razor 또는 Ockham's Razor)은 흔히 '경제성의 원리' (Principle of economy), 검약의 원리(lex parsimoniae), 또는 단순성의 원리라고도 한다. 14세기 영국의 논리학자이며 프란체스코회 수사였던 오컴의 윌리엄 (William of Ockham)의 이름에서 따왔다.
원문은 라틴어로 된 오컴의 저서에 등장하는 말이다.

1. "많은 것들을 필요없이 가정해서는 안된다" (Pluralitas non est ponenda sine neccesitate.)
2. "더 적은 수의 논리로 설명이 가능한 경우, 많은 수의 논리를 세우지 말라."(Frustra fit per plura quod potest fieri per pauciora.)

간단하게 오컴의 면도날을 설명하자면, 어떤 현상을 설명할 때 불필요한 가정을 해서는 안 된다는 것이다. 좀 더 쉬운 말로 번역하자면, '같은 현상을 설명하는 두 개의 주장이 있다면, 간단한 쪽을 선택하라(given two equally accurate theories, choose the one that is less complex)'는 뜻이다. 여기서 면도날은 필요하지 않은 가설을 잘라내 버린다는 비유로, 필연성 없는 개념을 배제하려 한 "사고 절약의 원리"(Principle of Parsimony)라고도 불리는 이 명제는 현대에도 과학 이론을 구성하는 기본적 지침으로 지지받고 있다.
예를 들어, 새까맣게 그을린 나무가 있다고 가정하자. 이는 나무가 벼락에 맞았기 때문이거나, 아니면 누군가가 어떤 장치를 이용해서 나무가 완전히 잿더미로 변하지 않도록 적절히 그을린 다음 자신이 그을렸다는 흔적을 완전히 없앤 것일 수도 있다. 이 상황을 판단할 다른 증거가 없는 경우 오컴의 면도날을 적용해 본다면, 나무가 그을린 것은 벼락에 맞았기 때문이라고 추론하는 것이 옳다. 왜냐하면, 나무가 벼락에 맞아서 그을린 것이라고 설명하는 것이 더 적은 수의 가정을 필요로 하기 때문이다.
중세의 철학자들과 신학자들의 복잡하고 광범위한 논쟁속에서, 오컴은 1324년의 어느 날 무의미한 진술들을 토론에서 배제시켜야겠다고 결심한다. 그는 지나친 논리비약이나 불필요한 전제를 진술에서 잘라내는 면도날을 토론에 도입하자고 제안했다. 오컴은 "쓸데없는 다수를 가정해서는 안 된다"고 말한다. 이를 좀 더 알아듣기 쉽게 바꾸면 "무언가를 다양한 방법으로 설명할 수 있다면 우리는 그중에서 가장 적은 수의 가정을 사용하여 설명해야 한다"고 표현할 수 있다. 더 짧게 말하면, 설명은 간단할수록 좋다.
오컴의 면도날은 다음과 같이 일종의 계율처럼 말해지기도 한다. "가정은 가능한 적어야 하며, 피할 수만 있다면 절대로 하지 말아야 한다."
이는 논리학에서의 "추론의 건전성" 개념과도 비슷한 면이 있다. 논리학에서는 추론이 타당한 것으로 밝혀지면 추론의 건전성을 검사하는데, 타당한 추론이라면 결론이 정당화될 수 있는 정도는 그 추론에서 가장 정당하지 못한 전제가 정당화되는 정도를 넘지 못한다.
따라서 논리의 형식상으로는 타당한 논증이라고 해도, 논증에 가정이 많이 들어가면 들어갈수록 그 논증이 건전하지 못한 논증이 될 가능성도 높아지는 것이고, 이를 바꿔 말하면 가능한 한 가정이 적게 포함된 논증일수록 더욱더 건전할 가능성이 높다고 할 수 있는 것이다.

## 대중문화 속 오컴의 면도날
- 조디 포스터 주연의 영화 《콘택트》에는, 오컴의 면도날에 대해 대화하는 장면이 나온다.
- 줄리아나 마걸리스 주연의 법률 드라마 《굿 와이프》 시즌3 13화에는, 오컴의 면도날에 대해 대화하는 장면이 나온다.
- 미드 하우스 시즌1 3화에서 오캄의 면도날에 의거해 병을 진단한다.
- 미드 《멘탈리스트》시즌 2 14화에서 동전의 같은 면이 나오게 되는 확률을 논하는 장면에서, 오컴의 면도날로써 설명하는 장면이 나온다.
- 미드 《웨스트월드: 인공지능의 역습》 시즌 1 2화에서 웨스트 월드 공간에 대한 오류를 대화하는 장면에서, 오컴의 면도날로써 설명하는 장면이 나온다.

## 같이 보기
- 핸런의 면도날
- 브레너의 빗자루
- KISS 원칙
- 실용주의